# Marin E. Ionescu
Marin E. Ionescu (n. 8 noiembrie 1866 - 1932) a fost unul dintre generalii Armatei României din Primul Război Mondial. 
A îndeplinit funcții de comandant de brigadă și divizie în campaniile anilor 1916-1918.

## Cariera militară
Marin E. Ionescu se înrolează ca soldat voluntar în anul 1884. În anul 1888 absolvă cursurile Școlii de subofițeri de la Mănăstirea Bistrița, întrând în corpul subofițerilor.
La 1 octombrie 1890 intră în corpul ofițerilor, în urma absolvirii examenului pentru gradul de sublocotenent, în specialitatea infanterie.  De-a lungul carierei Marin E. Ionescu a ocupat diferite poziții în cadrul unităților de infanterie sau în eșaloanele superioare ale armatei, cea mai importantă fiind cea de comandant al Regimentului 39 Infanterie.
În perioada Primului Război Mondial, îndeplinit funcția de comandant al Diviziei 4 Infanterie, în perioada 1 /13 iunie 1918 – 1/3 octombrie 1920.

## Lucrări
- Noile Regulamente ale Infanteriei și Artileriei Bulgare din 1906. Traduse și adnotate de Căpitanii Ionescu E. Marin și Rășcan Ion de la Marele Stat Major. București (Tip. și Leg. de Cărți, G. Iliescu), 1907[1]

## Decorații
- Ordinul „Steaua României”, în grad de ofițer (1912)
- Ordinul „Coroana României”, în grad de ofițer (1901)
- Medalia „Bene Merenti”,  clasa I, (1913) [2]:p. 436